# Walther TPH

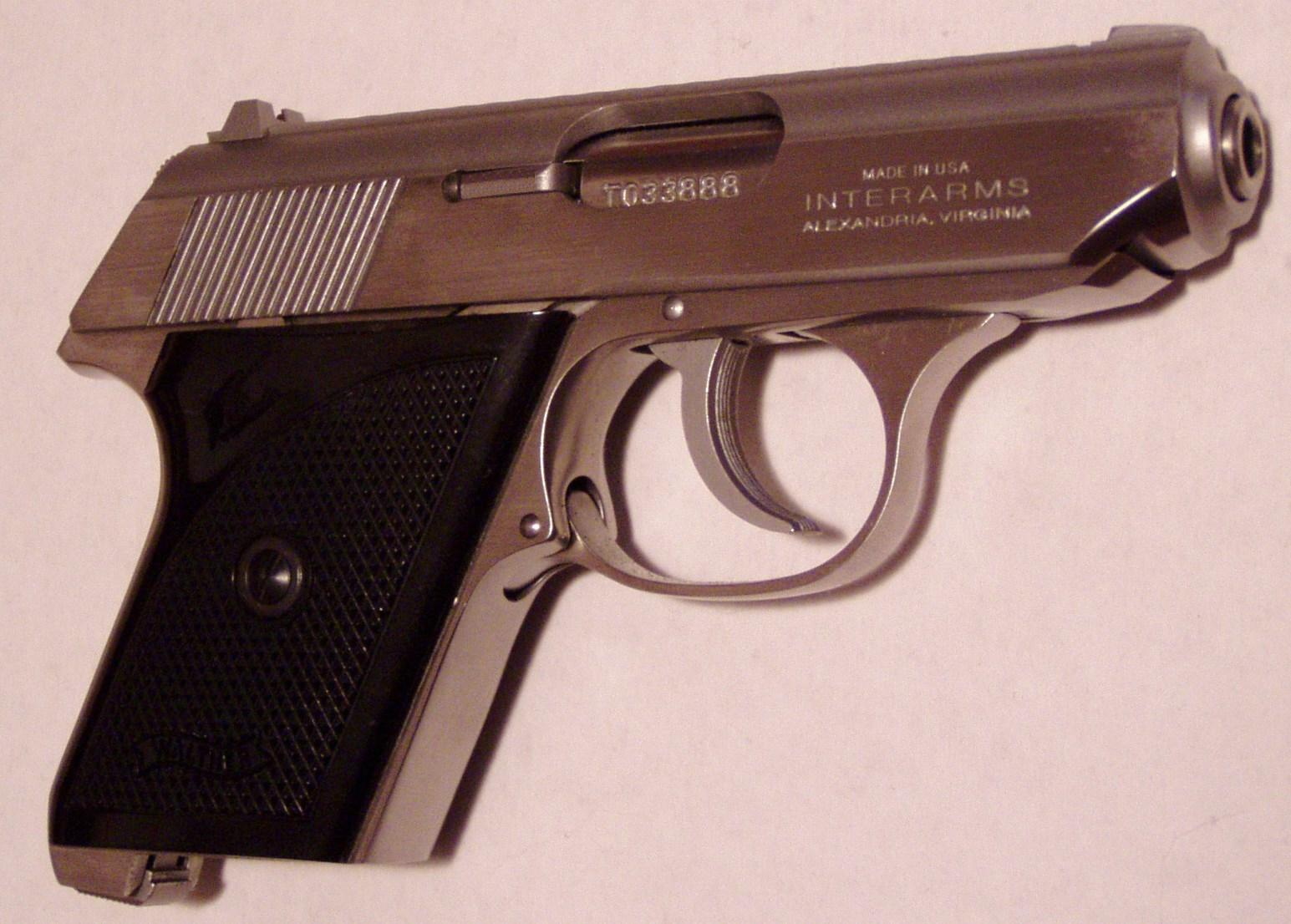
Walther TPH

Le Walther TP et TPH sont des pistolets semi-automatiques très compact chambrés en .22 Long Rifle et en 6,35 mm